# Тараканов, Борис Игоревич
Бори́с И́горевич Тарака́нов (род. 6 февраля 1968) — российский дирижёр, хормейстер, писатель, деятель Российского Интернета, активный исследователь Италии и итальянского языка.

## Биография
Окончил Государственный университет управления по специальности «Организация управления предприятием» и Московский государственный университет культуры и искусств по специальностям «Дирижирование» (творческая мастерская профессора Елены Максовны Круговой) и «Прикладная музыкология».
До 2012 года — ведущий эксперт Центрального банка Российской Федерации. Автор идеи создания Академического хора Банка России п/у Анны Хабаровой.
С 2004 года — художественный руководитель и главный дирижёр Академического большого хора Российского химико-технологического университета им. Д. И. Менделеева. С июня 2010 года по октябрь 2018 года коллектив фигурировал под брендом Академический большой хор Российского государственного гуманитарного университета (бренд хора РГГУ был ликвидирован решением ректора (Безбородов Александр Борисович, снят с должности в 2024 году) «…в связи с отсутствием необходимости наличия в университете хора профессионального уровня с присутствием сторонних участников», а в качестве вокально-певческой альтернативы в главном гуманитарном вузе страны вместо хорового коллектива был создан Клуб студенческой песни).
Профессор, действительный член Союза журналистов России.
Член-корреспондент Российская академия естественных наук  (РАЕН).
Лауреат (обладатель) Гранта Президента России в сфере культуры и искусства (2017 г.).
Лауреат Международной литературной премии Владислава Крапивина (2007 г.).
Создатель крупнейшего бесплатного нотного интернет-архива «Нотный архив Бориса Тараканова»", получившего в 2017 году официальный статус «Общероссийская медиатека».
С 2008 года — президент ежегодного Международного фестиваля некоммерческого хорового искусства Chorus Inside.
С 2009 года — президент Объединённого хорового движения Chorus Inside.
С 2013 года — член Президиума Всероссийского хорового общества.
С 2017 года — художественный руководитель и главный дирижёр Академического хора Московского метрополитена.
Генератор идеи (совместно с Павлом Сухарниковым), музыкальный руководитель и главный хормейстер исторической акции «Опера в Московском метро» — в ночь с 13 на 14 мая 2016 года в подземном пространстве станции Кропоткинская впервые в истории Московского метрополитена прозвучала опера итальянского композитора Пьетро Масканьи «Сельская честь» в исполнении солистов Большого театра России, Датской королевской оперы и Академического большого хора п/у Бориса Тараканова в сопровождении Президентского оркестра России. В связи с указанным событием Московским метрополитеном был выпущен Единый билет (700000 экземпляров) с указанием состава исполнителей.
В ночь с 12 на 13 мая 2017 года в рамках проекта «Опера в Московском метро» под руководством Бориса Тараканова состоялась мировая премьера оперы-оратории российского композитора Михаила Костылева «Сильмариллион. Памяти Толкиена» для солистов, хора и симфонического оркестра. Произведение было исполнено в сопровождении Президентского оркестра России.
В ночь с 25 на 26 октября 2019 года в рамках проекта «Опера в Московском метро» под руководством Бориса Тараканова состоялись мировые премьеры Оратории-мессы и Кантаты «Признание в любви» польского композитора Анджея Марко для солистов, хора и симфонического оркестра. Произведения были исполнены в сопровождении Московского камерного оркестра Центра Павла Слободкина.
Ежемесячно даёт мастер-классы по хоровому дирижированию и менеджменту хорового искусства в России, Италии, Турции и других странах.